# كأس السوبر الإفريقي 2004
كأس السوبر الأفريقي 2004 هي النسخة الثانية عشر من مسابقة كأس السوبر الأفريقي، وهي مباراة سنوية تجمع بين الفائز بدوري أبطال أفريقيا والفائز بكأس الاتحاد الكونفدرالي الأفريقي لكرة القدم. فاز فيها النادي النيجيري إنيمبا حامل لقب دوري أبطال أفريقيا في نهائي كأس السوبر الإفريقي. على ميدانه ضد النجم الساحلي 1 ـ 0 بهدف بوب أوسيم في الدقيقة 20.

## الفرق
إنيمبا الفائز بدوري أبطال أفريقيا
 النجم الساحلي الفائز بكأس الكؤوس الإفريقية

## النتيجة النهائية
إنيمبا (1-0)  النجم الساحلي

## الفائز بالبطولة
إنييمبا (اللقب الأول)